# Lukáš Kopřiva
Lukáš Kopřiva (24. dubna 1987) je český fotbalový obránce, který naposledy působil v klubu SK Lázně Bohdaneč
S fotbalem začínal v Pardubicích, kde si jeho výkonů všimlo vedení pražské Slavie a v létě 2007 si ho přivedlo do týmu. Kopřiva nastupoval v třetiligové rezervě, má však za sebou už dvě soutěžní utkání za A-Tým, když poprvé nastoupil v 2. kole Poháru ČMFS při utkání Slavie ve Velkých Karlovicích.